# Молодая гвардия (газета, Пермь)
Молода́я гва́рдия — ежедневная (с 1988 года — еженедельная) общественно-политическая газета Перми. Выходила с 1932 по 1992 годы.

## История
Изначально нужды пермских комсомольцев обслуживались публикациями в рубрике «На смену» в газете «Звезда» (областном органе компартии). Затем «На смену» выделилась в отдельную газету — областной орган ВЛКСМ, и была переведена в Свердловск, областной центр Уральской области, в состав которой тогда входила Пермь.
В начале 1930-х была предпринята попытка создать газету, которая являлась бы органом собственно пермского комсомола.
Её первый номер вышел в Перми 3 февраля 1932 года (под названием «Большевистская смена»). Она выходила с 1932 по 1936 год, затем — с 20 января 1940 года до конца 1941 года. С 2 августа 1949 года возобновила выход.
Учредителем газеты являлась Пермская областная комсомольская организация ВЛКСМ в лице обкома ВЛКСМ, осуществлявшим руководство газетой через редакционную коллегию и редактора газеты. Позднее городской комитет комсомола ушёл из состава учредителей. «Молодая гвардия» стала областной комсомольской газетой.
С 15 ноября 1952 года стала называться «Молодая гвардия».
Первыми ответственными редакторами газеты были Д. Дягилев, А. Воробьев, М. Г. Гуревич.
Многие корреспонденты, начинавшие здесь работать, стали впоследствии известными журналистами, писателями, драматургами, поэтами, политическими деятелями (А. Домнин, В. Михайлюк, И. Христолюбова, И. Байгулов, Б. Гашев, Ж. Миндубаев, З. Падас, А. Зебзеева, Ю. Вахлаков, Л. Мишланова, А. Королёв, В. Гладышев, Ю. Беликов, В. Дрожащих, Ю. Асланьян, Д.Ризов и др.).
В 1970-е годы большую известность получил юмористический клуб «Молодой гвардии» «Момус», его материалы публиковались в «Литературной газете».
В 1987 году выходила три раза в неделю, а с 1988 года — ежедневно.
На рубеже 1980–1990-х годов имела литературное приложение «Дети Стронция».
До 2000 года — выходила в свет, как независимое общественно-политическое и информационное издание.
После 2000 года газета стала выходить нерегулярно и фактически закрылась к 2007 году.. Позже в Перми стала выходить газета «Молодая гвардия — Стиль».

## Органы издания газеты
- с 3 февраля 1932 года по 1936 год — Пермский горком ВЛКСМ;
- с 20 января 1940 год по 23 ноября 1960 года — Пермский обком и горком ВЛКСМ;
- с 10 февраля 1963 года по 19 февраля 1965 года — Пермские промышленный и сельский обкомы ВЛКСМ.